# 安心ラジオ
安心ラジオ（あんしんラジオ）は、NHKラジオ第1放送、NHKワールド・ラジオ日本（国外向け） が2014年3月31日に放送を開始した防災・防犯についてのミニ番組である。
災害への備えを中心に、健康や防犯、消費者問題など、暮らしの安心に役立つ情報を放送している。
NHKラジオでは「安心ラジオ」をテーマに、常に生活の身近な視点での防災・防犯に役立つ情報を提供し、放送を公共財とすることを目指すが、2014年度からはこのテーマに即した1分間のキャンペーン番組を放送し、「いつもあなたと“安心ラジオ”」をテーマに、どこでも聞ける、あすからできる、生活に密着した番組をめざしている。
また、2018年4月8日の野村正育の担当開始から、放送時間が1分間から5分間へと変更になった。

## 出演
2025年度 -
- 原田裕和

2023年度 - 2024年度
- 滑川和男

2022年度
- 野村正育（～2022年11月4日）
- 小西政親（2022年11月7日～2023年3月）
- 池田達郎（2022年11月14日～2023年3月）
- AIニュースリポーターヨミ子（「隔週」で「偶数曜日（回）」[3]）[4][5][6][注釈 3]

2021年度 
- 野村正育
- AIニュースリポーターヨミ子（2021年1月12日〜「隔週」で「偶数曜日（回）」[3]）[4][5][6][注釈 3]

2018年度 - 2020年度
- 野村正育

2017年度
- 山田康弘

2015年度 - 2016年度
- 永井克典

2014年度
- 谷地健吾
- 出山知樹（谷地が休暇時などに担当）

## 放送日時
2021年度 - 2023年度
※いずれもJST。
- 月曜 - 土曜（NHKラジオ第1）[注釈 4]
  - 12:55 - 13:00（月 - 金は『武内陶子のごごカフェ』内包、土曜は『歌え!土曜日 Love Hits』明け）
- 土曜（NHKラジオ第1）
  - 19:45 - 19:50 （『上方演芸会』明け）
- 国会中継時
  - 11:54 - 11:55（2017年度の山田康弘の担当時の内容を再放送[11]）

2021年度においては、基本的に毎週、奇数曜日（回）（月・水・金・土の19:45）と偶数曜日（回）（火・木・土の12:55）に分けて、2種類の内容を放送している。災害報道等で特別体制が採られている際には、関連ニュースの合間に放送される。年末年始は全ての時間、放送休止する。
2024年度
- 月曜 - 金曜 (ラジオ第1放送)
  - 15:55 - 16:00（『まんまる』明け）

国会中継、高校野球等のスポーツ中継、特設ニュース放送時は放送休止になる。

## テーマ

### 2014年度[10]
1. 地震防災（第1期）
  1. 地震防災対策
  2. 屋内で揺れから身を守る
  3. 屋外で揺れから身を守る
  4. 災害の連絡手段
  5. 災害の備蓄品
2. 振り込め詐欺
  1. 振り込め詐欺の被害
  2. 振り込め詐欺の手口
  3. 振り込め詐欺の電話
  4. 振り込め詐欺と携帯
  5. 振り込め詐欺と家族
3. 認知症の予防法
  1. 認知症とは?
  2. 認知症かなと思ったら
  3. 徘徊とは?
  4. 行方不明にならない
  5. 行方不明になったら
  6. 認知症徘徊を見かけたら
4. 地震防災（第2期）
  1. 住宅耐震補強
  2. 室内の地震対策
  3. 南海トラフ巨大地震
  4. 首都圏直下型地震
  5. 地震発生時の帰宅困難対策
5. 心臓突然死（第1期）
  1. 増える心臓突然死
  2. 心臓発作の前兆
  3. AEDの効果
  4. AEDの使い方
  5. 心臓マッサージ
6. 大雨
  1. 雨の降り方と災害
  2. 土砂災害と前兆
  3. 大雨警報などの情報
  4. 大雨の際の避難法
  5. ハザードマップ
7. 熱中症
  1. 熱中症の危ない人は?
  2. 熱中症は室内も危険
  3. 熱中症と気温・時間
  4. 熱中症を防ぐ情報の活用
  5. 熱中症の際の対処法
8. 台風
  1. 台風の暴風
  2. 台風の大雨
  3. 台風の高潮
  4. 台風の波浪
  5. 台風が遠くても注意を
9. 地震防災（第3期）・津波
  1. 津波のメカニズム
  2. 津波の力と危険性
  3. 津波への日ごろの備え
  4. 津波からの避難
  5. 率先非難
10. 商品購入などのトラブル
  1. 介護ベッドの事故
  2. 開運グッズのトラブル
  3. 問題のある健康食品も
  4. 架空事業の投資話
  5. 原野商法の二次被害
11. 心臓突然死（第2期）
  1. 心肺蘇生の知識が重要
  2. 突然死を減らす取り組み
  3. AEDの探し方
  4. スポーツにAEDを
  5. 心肺蘇生普及の動き
12. 大雪対策
  1. 路面への積雪の注意点
  2. 吹雪の注意点
  3. 除雪・落雪への注意点
  4. 着雪への注意点
  5. 雪崩の注意点
13. 感染症
  1. インフルエンザ
  2. RSウイルス
  3. ノロウイルス
  4. ロタウイルス
  5. 溶連菌
14. 冬季の家庭生活
  1. ヒートショック
  2. 一酸化炭素中毒
  3. 収斂（れん）火災
  4. 火災と低温やけど
  5. 食べ物による窒息
15. 就労問題
  1. ブラック企業
  2. ブラックバイト
  3. マタハラ問題
  4. 過労死・過労自殺
  5. 増加する労働災害事故

### 2015年度[9]
1. 地震防災（第1期　2014年度の内容を一部改訂）
  1. 地震の火災対策
  2. 屋内で揺れから身を守るには
  3. 屋外で揺れから身を守るには
  4. 災害時の連絡手段
  5. 災害時の備蓄品
2. 高齢者介護ハウス
  1. 高齢者の住まい
  2. 無届介護ハウスとは
  3. なぜ急増?無届施設
  4. 無届施設のリスク
  5. リスクを避けるには
3. 地震防災（第2期　2014年度の内容を一部改訂）
  1. 住宅耐震補強
  2. 室内の地震対策
  3. 南海トラフ巨大地震
  4. 首都直下型地震
  5. 地震が発生した時の帰宅困難対策
4. 自殺対策
  1. 自殺の現状と対策
  2. 自殺のサイン
  3. 子供のSOSサイン
  4. 家庭にできる自殺対策
  5. 職場における自殺対策
5. 熱中症対策（2014年度の内容を一部改訂）
  1. 子供と高齢者
  2. 気温と患者数
  3. 室内でも危険
  4. 情報活用
  5. 対処法
6. 大雨（2014年度の内容を一部改訂）
  1. 雨の降り方と災害
  2. 土砂災害の前兆
  3. 大雨警報などの情報
  4. 大雨の際の避難
  5. ハザードマップ
7. 台風（2014年度の内容を一部改訂）
  1. 暴風
  2. 大雨
  3. 高潮
  4. 波浪
  5. 遠くにいても注意を
8. 高齢者の転倒対策
  1. 高齢者の転倒事故
  2. 転倒事故の起こりやすい場所
  3. 転倒事故にひそむリスク
  4. 転倒事故予防法
  5. 転倒予防指導士の資格

## 週刊どこでも安心ラジオ
2015年度から2017年度までは本編からのスピンオフ番組として『週刊どこでも安心ラジオ』（しゅうかんどこでもあんしんラジオ）が日曜 19:50 - 19:55に放送（次週の土曜日同時刻再放送）されていた。同枠は2014年度まで放送した『なっとく防災広場』をリニューアルしたものであり、その週に放送した『安心ラジオ』で取り上げたテーマをさらに深く、わかりやすく紹介したものとして放送する。

### 出演
- 野村正育

### テーマ

#### 2015年度
1. 首都圏直下型地震への備え
2. 無届介護ハウス
3. 火山災害から身を守る
4. リベンジポルノ被害の実態と対策（前編）
5. テーマ同上（後編）
6. 匿名通報ダイヤル
7. 地球温暖化で加速する気象災害
8. 交差点の事故を防げ
9. 交流サイトで急増する子供の犯罪被害
10. ブラックバイトの実態と対策（前編）
11. テーマ同上（後編）
12. 残薬をどう減らすか
13. 激しい突風の注意点
14. 痴漢被害対策
15. ぼったくり防止
16. 自転車の危険運転
17. 熱中症予防法
18. 熱中症の応急処置
19. エスカレーターの安全な利用法
20. 高齢者転倒防止のリスクと予防